# Фауст (Вагнер)
«Фауст» (нем. Faust-Ouvertüre) ре минор — увертюра Рихарда Вагнера, написанная по мотивам одноимённой драмы И. В. фон Гёте. Примерный хронометраж звучания — 12 минут. 

## История создания
В 1839—1840 годах Вагнер начал сочинять симфонию «Фауст» по мотивам одноимённого сочинения Иоганна Вольфганга Гёте. Импульс для этой работы был отчасти связан с впечатлениями от симфонии Гектора Берлиоза «Ромео и Джульетта». Вагнером была написана 1-я часть, соответствующая одиночеству Фауста в своей келье; сохранились также наброски для 2-й части, «Гретхен». Дальше этого работа над симфонией не пошла, и в 1843—1844 годах Вагнер пересмотрел материал, расширив уже написанную часть за счёт музыкального материала, предназначавшегося для последующих частей, и оформив сочинение как концертную увертюру. Премьера увертюры состоялась 22 июля 1844 года в Дрездене, оркестром руководил автор. Окончательная редакция увертюры относится к 1855 году, она впервые прозвучала 23 января того года.

## Критические отзывы
Увертюра написана в сонатной форме, с контрастным тематическим материалом. В ней прослеживается влияние со стороны музыки Бетховена (Девятая симфония) и Шумана. В ней использован тематический материал из предыдущих сочинений композитора (оперы «Феи», «Риенци»). «Фауст» был благосклонно встречен критикой и специалистами при первых исполнениях. Позже П. И. Чайковский, в целом относившийся к Вагнеру скептически, дал именно этому произведению исключительно высокую оценку:

«Увертюра к Фаусту» единственное самостоятельное симфоническое сочинение Вагнера, написанное, вероятно, в одну из тех минут, когда борьба его ложной теории с непосредственным влечением его творческого дара разрешилась в пользу последнего, это есть лучшее сочинение Вагнера и в то же время одно из превосходнейших творений германской симфонической литературы. Я не знаю ни одного лирического произведения искусства, где бы с таким неотразимым пафосом были выражены муки человеческой души, усомнившейся в своих целях, надеждах и верованиях. И превосходные темы (в особенности страстная тема Allegro), и отличное их проведение в средней части, и строго выдержанная сжатая классическая форма, и колоритная, блестящая оркестровка — все эти качества делают из увертюры Вагнера чудесное, глубоко врезывающееся в душу музыкальное произведение, могущее стать в один ряд с лучшими симфоническими творениями Бетховена и Шумана.